# Rhamphomyia ariiorum
Rhamphomyia ariiorum är en tvåvingeart som beskrevs av Saigusa 1964. Rhamphomyia ariiorum ingår i släktet Rhamphomyia och familjen dansflugor. Inga underarter finns listade i Catalogue of Life.